# Jordbrugsøkonomi
 Der er for få eller ingen kildehenvisninger i denne artikel, hvilket er et problem. Du kan hjælpe ved at angive troværdige kilder til de påstande, som fremføres i artiklen.

Jordbrugsøkonomi er en bachelor- og kandidatuddannelse i anvendt økonomi på Det Natur- og Biovidenskabelige Fakultet (SCIENCE) på Københavns Universitet.
På Jordbrugsøkonomi-uddannelsen er der er særlig fokus på økonomisk forståelse af samfundsmæssige problemstillinger. Uddannelsen kombinerer teori med praksis via konkrete cases.
Uddannelsen skiftede i januar 2021 navn til "Miljø- og fødevareøkonomi" 